# Mizia & Mizia Blues Band
Mizia & Mizia Blues Band – wrocławski zespół bluesowy założony w lutym 2000 roku przez Stefana i Włodka Miziów początkowo pod nazwą "Mizia & Mizia". Po dojściu do składu kolejnych osób przybrał aktualną nazwę.

## Skład zespołu
- Stefan Mizia – harmonijka
- Włodek Mizia – gitara, wokal
- Witold Mizia – gitara
- Maciek Wolański – bas
- Grzegorz Siwicki – perkusja

## Dyskografia
- "Mizia & Mizia Blues Band" - 15.04.2008
- "Love in vain" - 12.05.2003
- "I can't be satisfied" - 21.08.2001
- "Long as i can see the light" - 25.05.2000

## Historia
Zespół pod początkową nazwą Mizia & Mizia powstał w lutym 2000 roku. Wtedy to doszło do pierwszego występu na X Ogólnopolskim Przeglądzie Piosenki Licealistów WYBRYK, gdzie zdobyli Grand Prix. Początkowy skład to duet ojca i syna - Stefana i Włodka. Nagroda pozwoliła przyciągnąć uwagę Polskiego Radia i nagrać pierwszą płytę. W sierpniu 2001 roku, już w składzie rozszerzonym o drugiego syna - Witka, doszło do nagrania drugiej płyty. W 2002 roku zespół po raz pierwszy wystąpił na festiwalu Rawa Blues na Małej Scenie. Ciekawą tradycją stało się coroczne bluesowanie z okazji Dnia Niepodległości w schronisku Orle w Górach Izerskich. Zespół wspomógł też w 2005 roku WOŚP występując na jej koncercie, oraz pisząc specjalnie na tę okazję piosenkę "Wrzuć grosz" w duecie z Małgorzatą (ps. Kesz). Tekst napisał Darek "Macoch" Raczycki, muzyka - Mizia&Mizia. W 2007 roku zespół zagrał po raz 4. w największym polskim festiwalu bluesowym Rawa Blues Festival.